# 2-й Стрелецкий проезд
Второ́й Стреле́цкий проезд — небольшая улица на севере Москвы в районе Марьина Роща Северо-Восточного административного округа, между Стрелецкой и Полковой улицами. 1—4-й Стрелецкие проезды возникли как 1—4-й Церковные проезды. Переименованы в 1954 году по Стрелецкой улице, к которой примыкают.

## Расположение
2-й Стрелецкий проезд проходит с юга на север, начинается от Стрелецкой улицы и заканчивается на Полковой улице.

## Учреждения и организации
- Дом 10 — универсам «Копейка»;
- Дом 7А — зоомагазин «Динозаврик».